# Heliophanus
Heliophanus är ett släkte av spindlar som beskrevs av Carl Ludwig Koch 1833. 
Heliophanus ingår i familjen hoppspindlar.

## Dottertaxa tillHeliophanus, i alfabetisk ordning[1][2]
- Heliophanus abditus
- Heliophanus aberdarensis
- Heliophanus activus
- Heliophanus acutissimus
- Heliophanus aeneus
- Heliophanus aethiopicus
- Heliophanus africanus
- Heliophanus agricola
- Heliophanus agricoloides
- Heliophanus alienus
- Heliophanus anomalus
- Heliophanus anymphos
- Heliophanus apiatus
- Heliophanus auratus
- Heliophanus aviculus
- Heliophanus baikalensis
- Heliophanus bellus
- Heliophanus berlandi
- Heliophanus bisulcus
- Heliophanus bolensis
- Heliophanus brevis
- Heliophanus butemboensis
- Heliophanus camtschadalicus
- Heliophanus canariensis
- Heliophanus capensis
- Heliophanus capicola
- Heliophanus cassinicola
- Heliophanus charlesi
- Heliophanus chicangawanus
- Heliophanus chovdensis
- Heliophanus claviger
- Heliophanus cognatus
- Heliophanus congolensis
- Heliophanus conspicuus
- Heliophanus creticus
- Heliophanus crudeni
- Heliophanus cupreus
- Heliophanus curvidens
- Heliophanus cuspidatus
- Heliophanus dampfi
- Heliophanus deamatus
- Heliophanus debilis
- Heliophanus decoratus
- Heliophanus deformis
- Heliophanus demonstrativus
- Heliophanus deserticola
- Heliophanus didieri
- Heliophanus difficilis
- Heliophanus dilutus
- Heliophanus dubius
- Heliophanus dubourgi
- Heliophanus dunini
- Heliophanus dux
- Heliophanus edentulus
- Heliophanus encifer
- Heliophanus equester
- Heliophanus erythropleurus
- Heliophanus eucharis
- Heliophanus excentricus
- Heliophanus extinctus
- Heliophanus falcatus
- Heliophanus fascinatus
- Heliophanus feltoni
- Heliophanus flavimaxillis
- Heliophanus flavipes
- Heliophanus forcipifer
- Heliophanus fuerteventurae
- Heliophanus furcillatus
- Heliophanus giltayi
- Heliophanus gladiator
- Heliophanus glaucus
- Heliophanus hamifer
- Heliophanus harpago
- Heliophanus hastatus
- Heliophanus heurtaultae
- Heliophanus horrifer
- Heliophanus ibericus
- Heliophanus imerinensis
- Heliophanus imperator
- Heliophanus improcerus
- Heliophanus innominatus
- Heliophanus insperatus
- Heliophanus iranus
- Heliophanus japonicus
- Heliophanus kankanensis
- Heliophanus kashmiricus
- Heliophanus kenyaensis
- Heliophanus kilimanjaroensis
- Heliophanus kochii
- Heliophanus koktas
- Heliophanus kovacsi
- Heliophanus lawrencei
- Heliophanus lesserti
- Heliophanus leucopes
- Heliophanus lineiventris
- Heliophanus macentensis
- Heliophanus machaerodus
- Heliophanus maculatus
- Heliophanus malus
- Heliophanus maralal
- Heliophanus marshalli
- Heliophanus mauricianus
- Heliophanus megae
- Heliophanus melinus
- Heliophanus menemeriformis
- Heliophanus minutissimus
- Heliophanus mirabilis
- Heliophanus modicus
- Heliophanus moestus
- Heliophanus montanus
- Heliophanus mordax
- Heliophanus mucronatus
- Heliophanus nanus
- Heliophanus nitidus
- Heliophanus niveivestis
- Heliophanus nivosus
- Heliophanus nobilis
- Heliophanus nossibeensis
- Heliophanus ochrichelis
- Heliophanus okinawensis
- Heliophanus orchesta
- Heliophanus orchestioides
- Heliophanus papyri
- Heliophanus parvus
- Heliophanus patagiatus
- Heliophanus patellaris
- Heliophanus paulus
- Heliophanus pauper
- Heliophanus peckhami
- Heliophanus pistaciae
- Heliophanus portentosus
- Heliophanus potanini
- Heliophanus pratti
- Heliophanus proszynskii
- Heliophanus pulverulentus
- Heliophanus pygmaeus
- Heliophanus ramosus
- Heliophanus recurvus
- Heliophanus redimitus
- Heliophanus riedeli
- Heliophanus robustus
- Heliophanus rufithorax
- Heliophanus rutrosus
- Heliophanus saudis
- Heliophanus semirasus
- Heliophanus similior
- Heliophanus simplex
- Heliophanus sororius
- Heliophanus soudanicus
- Heliophanus splendidus
- Heliophanus stylifer
- Heliophanus termitophagus
- Heliophanus thaleri
- Heliophanus transvaalicus
- Heliophanus trepidus
- Heliophanus tribulosus
- Heliophanus tricinctus
- Heliophanus tristis
- Heliophanus turanicus
- Heliophanus uncinatus
- Heliophanus undecimmaculatus
- Heliophanus ussuricus
- Heliophanus uvirensis
- Heliophanus validus
- Heliophanus variabilis
- Heliophanus verus
- Heliophanus wesolowskae
- Heliophanus villosus
- Heliophanus vittatus
- Heliophanus xanthopes